# Johannes Jacobus Poortman
Johannes Jacobus Poortman (Rotterdam, 26 april 1896 – Den Haag, 21 december 1970) was een  Nederlands filosoof, en bijzonder hoogleraar metafysica in de geest van de theosofie aan de Rijksuniversiteit Leiden. Hij is vooral bekend van zijn Repertorium der Nederlandse Wijsbegeerte uit 1948.

## Levensloop
Na het Maerlant-Lyceum in Den Haag, studeerde Poortman filosofie en psychologie aan de Rijksuniversiteit Groningen. Hier studeerde hij in 1919 af onder Gerard Heymans. Verder studeerde hij in Hamburg, Genève en aan de Parijse Sorbonne. 
In 1926-28 schreef Poortman zijn eerst werk, getiteld Tweeërlei Subjectiviteit, wat het jaar erop bij H.D. Tjeenk Willink & Zoon werd gepubliceerd. In 1935-36 deed hij een jaar onderzoek aan de Harvard-universiteit. Samen met Ferdinand Sassen richtte hij de Nederlandse Wijsgerige VerzamelingUniversiteit op, die later is opgegaan in de Universiteitsbibliotheek van Amsterdam.
Zijn doctoraat in de Letteren en Wijsbegeerte zou hij behalen aan de Gemeente Universiteit Amsterdam met zijn proefschrift Ochêma, Geschiedenis en zin van het Hylisch Pluralisme, dat hij publiek verdedigde op 30 november 1954. 
Poortman was lid van de Theosofische Vereniging en betrokken bij de oprichting van de Theosofische Werelduniversiteit. Toen bij Koninklijk Besluit de bijzondere leerstoel van metafysica in de geest van de theosofie aan de Stichting Proklos werd toevertrouwd, werd Poortman in 1958 benoemd als eerste bijzonder hoogleraar om deze leerstoel te bekleden aan de Rijksuniversiteit Leiden. Deze leerstoel werd in de loop der jaren verder bekleed door Henk Dubbink van 1966 tot 1975, door Wim Van Vledder van 1980 tot 2000, en van 2004 tot 2013 Hans Gerding. 
Zijn Repertorium der Nederlandse Wijsbegeerte werd na Poortmans overlijden door Wim Klever aangevuld. Bij de Koninklijke Bibliotheek is een digitale versie tot 2004 bijgewerkt. Poortman wordt tevens beschouwd als de vader van het hylisch pluralisme of de meervoudigheid van de stof.

## Publicaties, een selectie
- Tweeërlei Subjectiviteit, Haarlem : Tjeenk Willink & Zoon, 1929.
- Repertorium der Nederlandse Wijsbegeerte, Amsterdam, 1948.
- Vehicles of Consciousness.  The Concept of Hylic Pluralism (Ochema), vol I–IV, The Theosophical Society in Netherlands, 1978